# Soyouz TMA-11
Soyouz TMA-11 est une mission habitée utilisant l'engin spatial Soyouz TMA pour transporter du personnel vers et depuis la Station spatiale internationale (ISS).
La mission a débuté à 13h22 UTC, le 10 octobre 2007, date à laquelle l'engin spatial a été lancé depuis le Cosmodrome de Baïkonour par un lanceur Soyouz-FG. Il a amené à la station deux membres de l'Expédition 16, ainsi que le Sheikh Muszaphar Shukor, le premier malaisien dans l'espace. TMA-11 est resté accroché à la station comme solution de secours, puis a regagné la Terre le 19 avril 2008, après avoir été remplacé par Soyouz TMA-12.
Youri Malenchenko et Peggy Whitson complétaient l'équipage de la mission au lancement.

## Équipage

### Membre de l'équipage de l'expédition 16 de la station sptatiale présent à l'aller et au retour
- Yuri Malenchenko (4) Commandant Soyouz -  Russie
- Peggy Whitson (2) Ingénieur de vol Soyouz -  États-Unis

### Membre de l'équipage uniquement à l'aller
- Sheikh Muszaphar Shukor (1)   Malaisie (a atterri avec Soyouz TMA-10[1],[2])

### Membre de l'équipage uniquement au retour
- Yi So-yeon (1)  -  Corée du Sud (lancée avec Soyouz TMA-12[3],[4])

Le chiffre entre parenthèses indique le nombre de vols spatiaux effectués par l'astronaute, Soyouz TMA-11 inclus.

### Équipage de remplacement
- Commandant : Salizhan Sharipov,  Russie
- Ingénieur de vol : Michael Fincke,  États-Unis
- Touriste spatial : Faiz Khaleed - Ko San,  Malaisie -  Corée du Sud

## Problème durant le vol de retour
Le vol de retour était le premier a emporter deux femmes à bord d'un vaisseau Soyouz. Le vaisseau a atterri au Kazakhstan le 19 avril 2008. Comme pour les vaisseaux TMA-1 et TMA-10, la rentrée atmosphérique s'est effectuée selon un angle trop important à la suite d'un dysfonctionnement. La décélération a été beaucoup plus importante que prévu (10 g) et l'écoutille ainsi que l'antenne radio ont été portées à des températures élevées et ont été endommagées. Le vaisseau a atterri à 420 km du lieu visé. L'astronaute coréenne a dû être hospitalisée pour des douleurs dorsales liées aux conditions de vol subies. Le vaisseau aurait fait sa rentrée avec l'écoutille tourné vers l'avant à l'inverse de la position normale, .
Avant d'entamer la rentrée dans l'atmosphère le vaisseau se sépare du module de service. La séparation ne serait pas réalisée complètement à la suite de la défaillance du système pyrotechnique chargé de couper un des boulons solidarisant le vaisseau et le module de service ,.

## Galerie

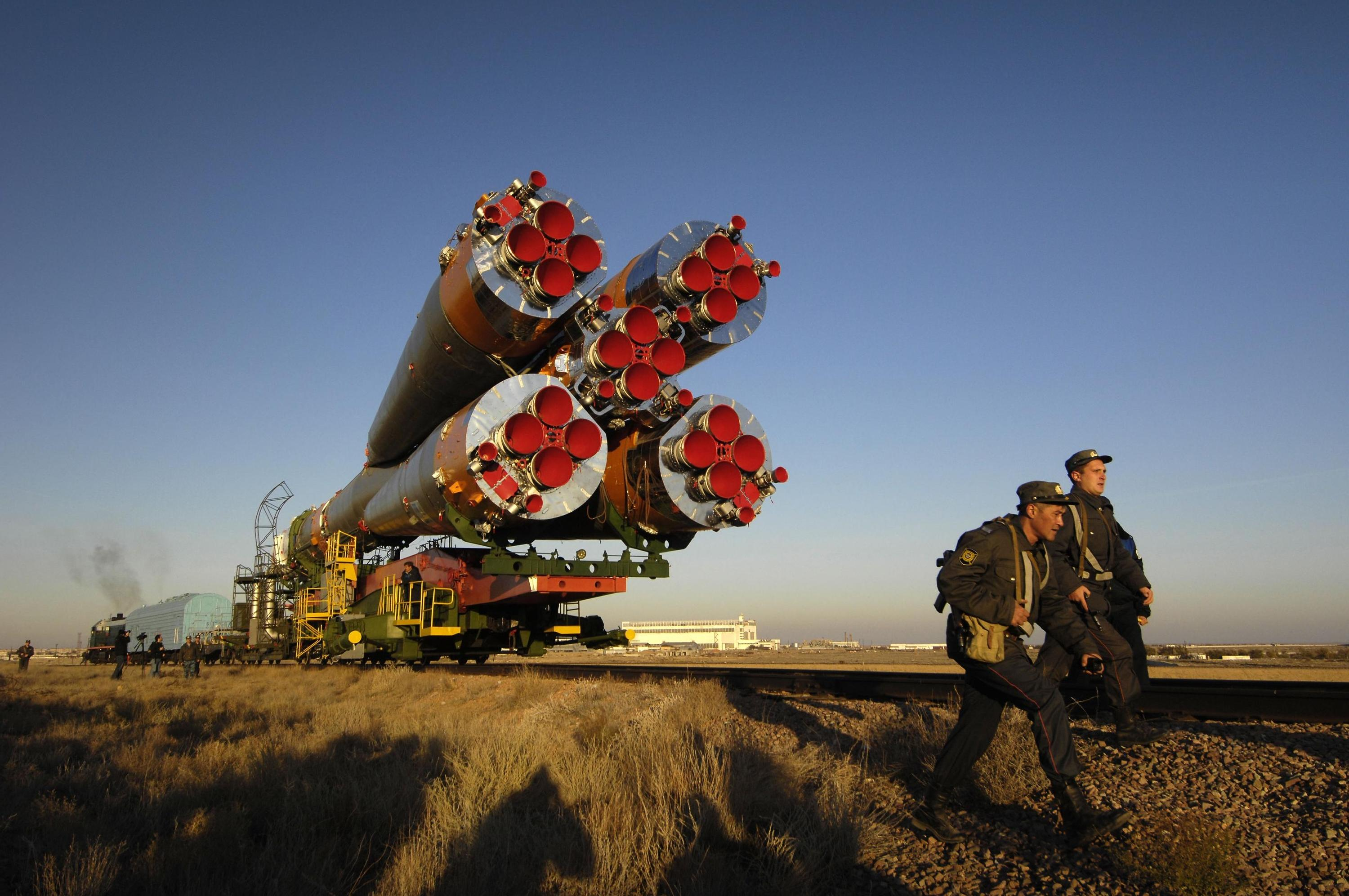
Le lanceur Soyouz est acheminé vers l'aire de lancement
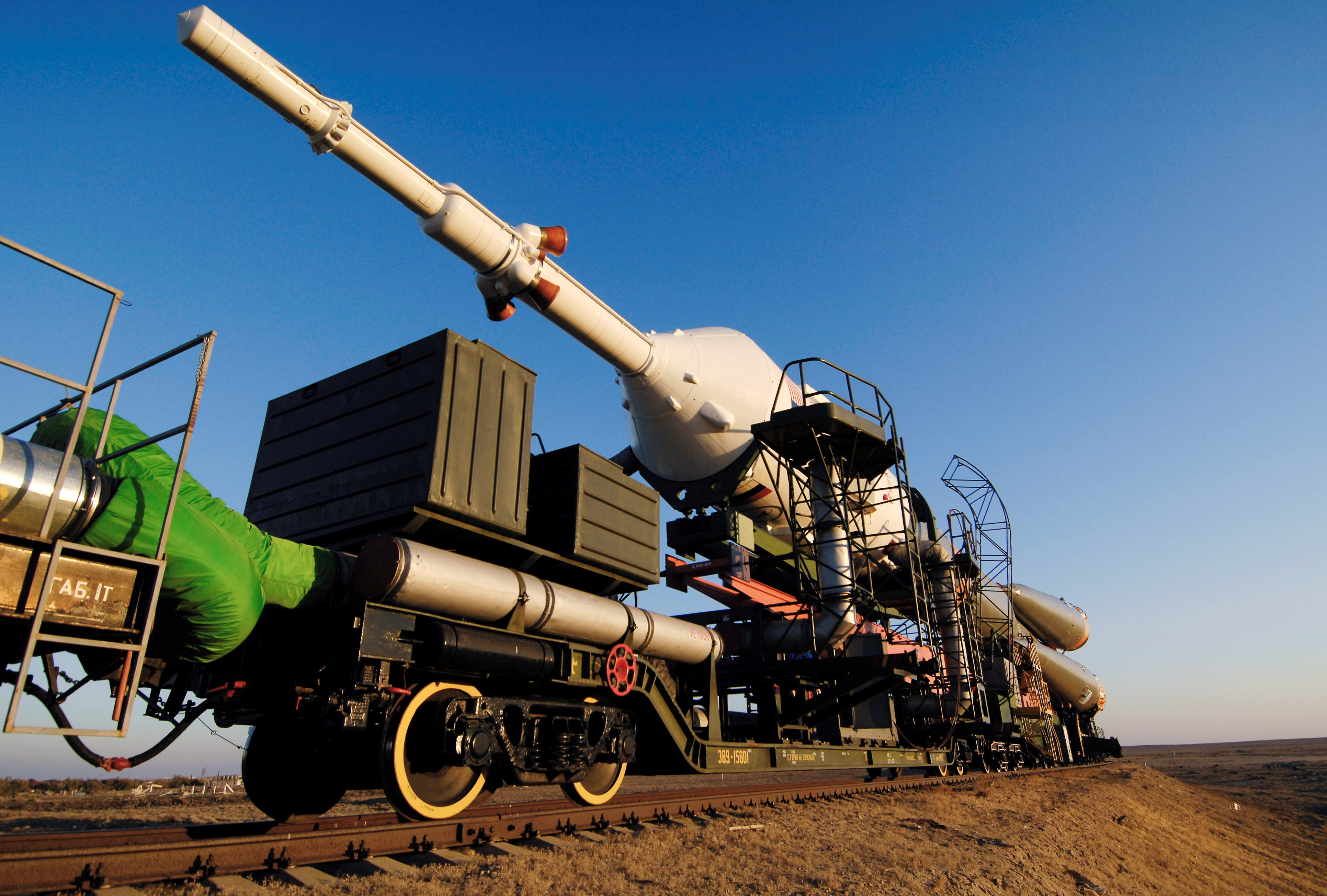
Le lanceur lors de l'acheminement.
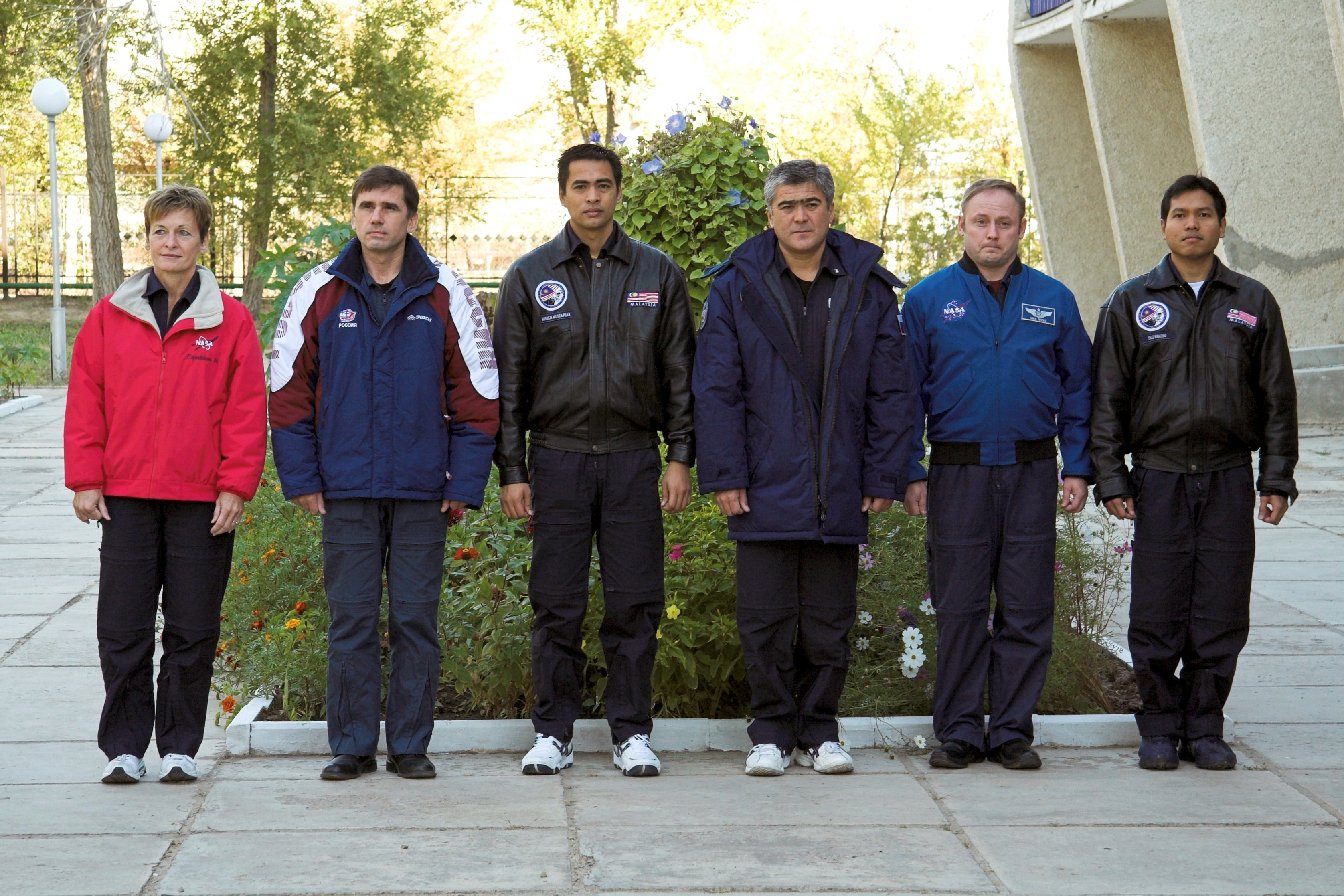
Avant le lancement : salut aux couleurs traditionnel
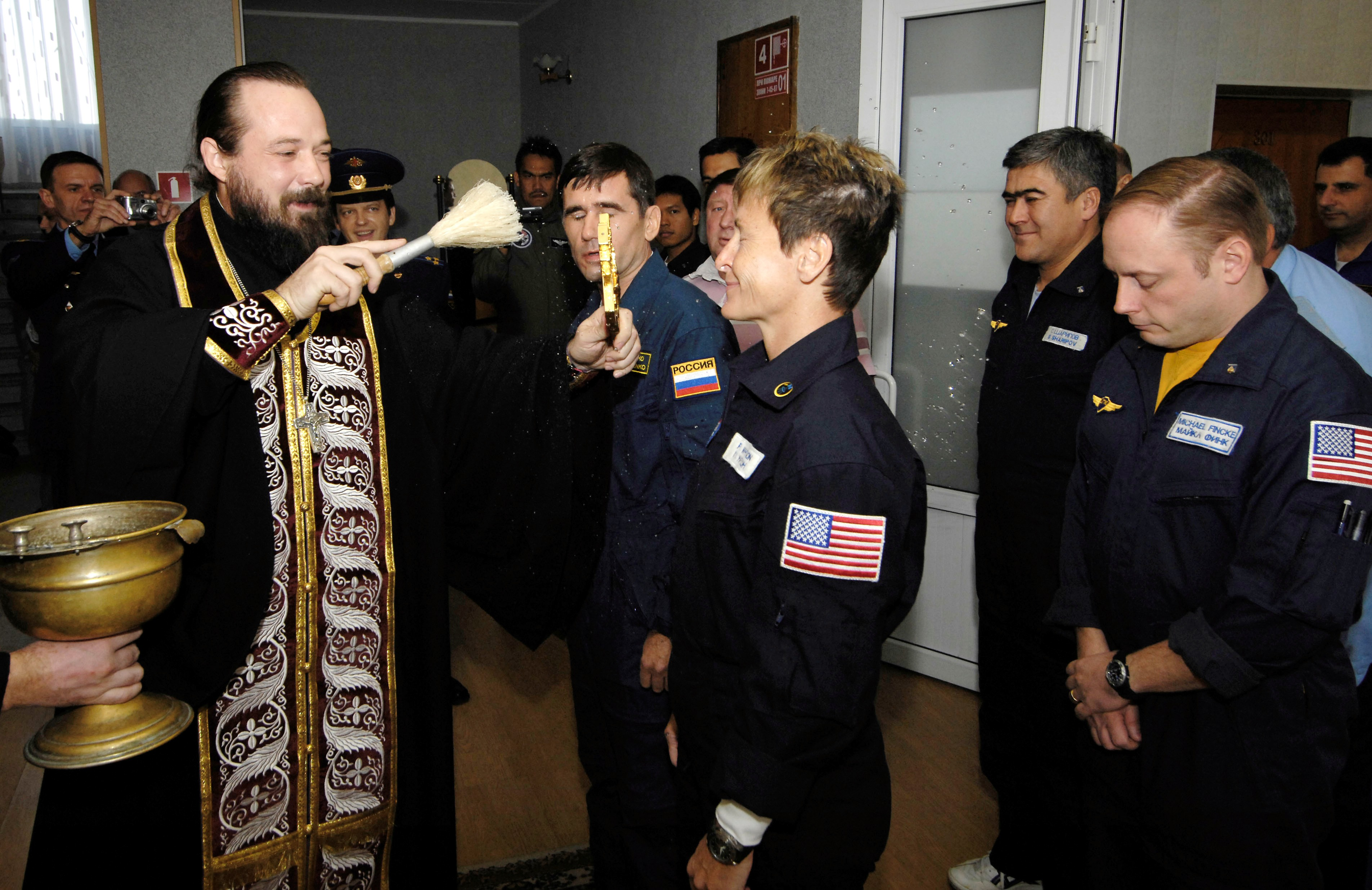
Avant le lancement : bénédiction par un prêtre orthodoxe
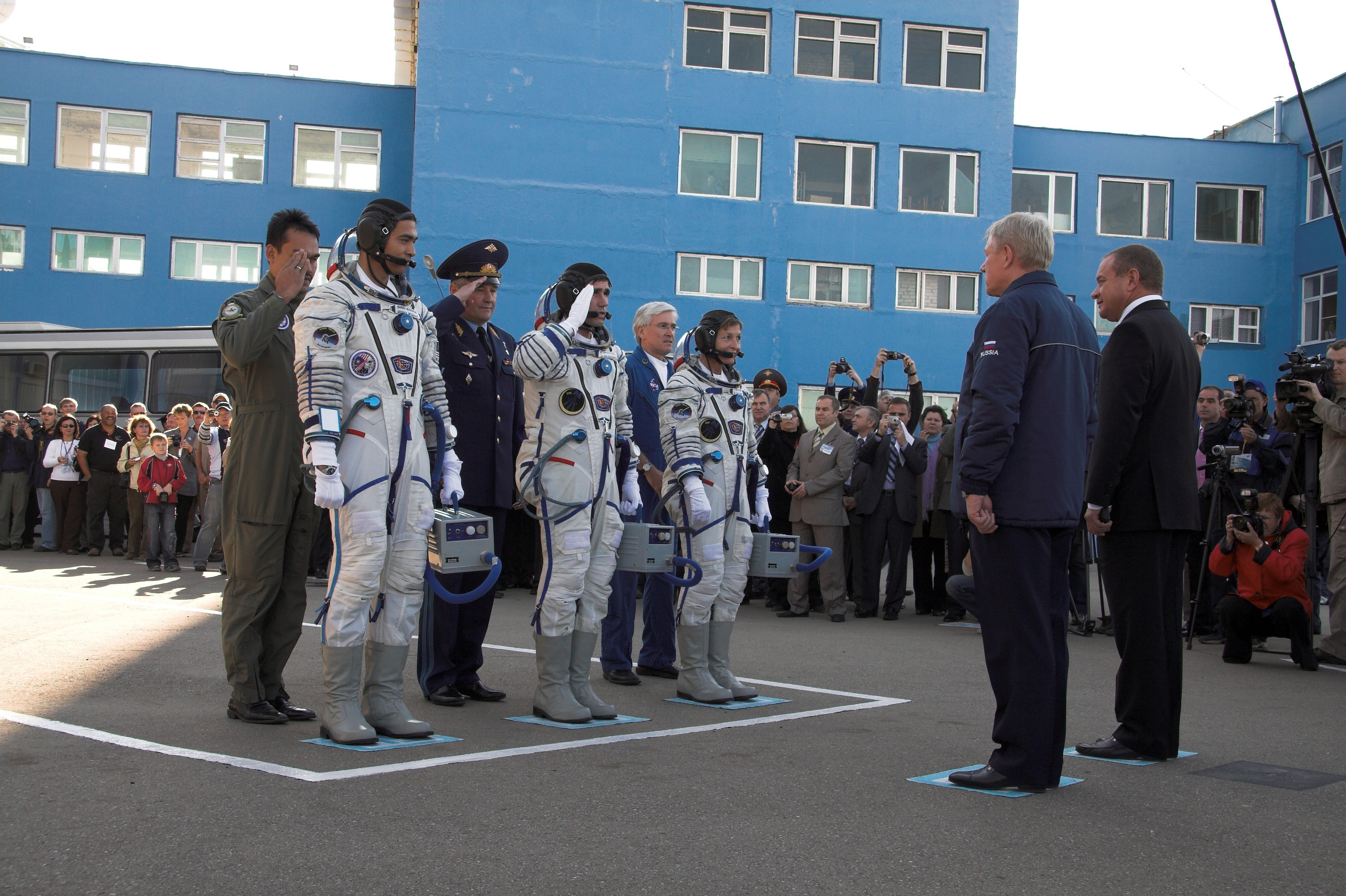
Avant le lancement : cérémonie officielle durant laquelle les responsables souhaitent traditionnellement aux cosmonautes un atterrissage en douceur.
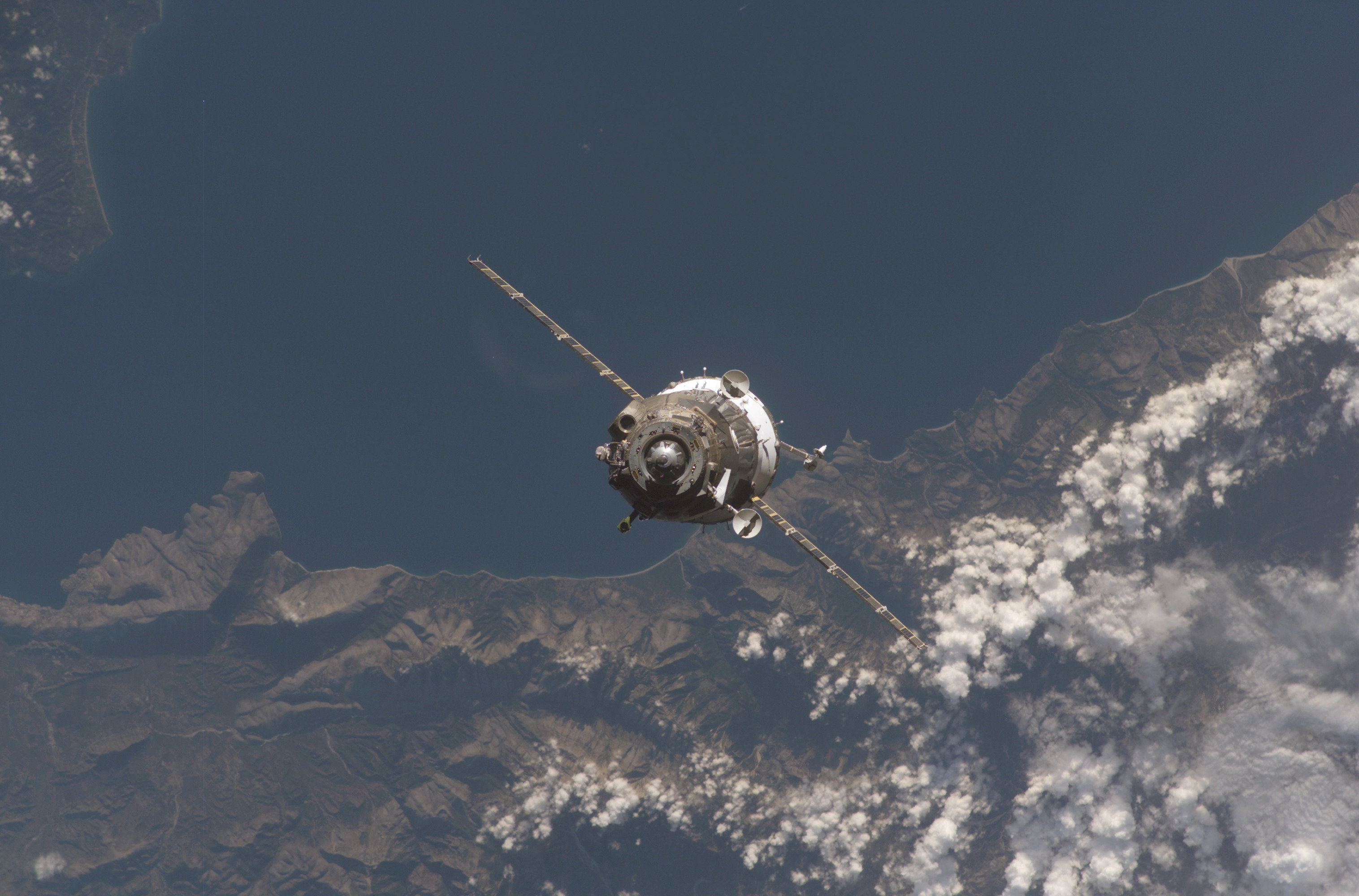
Le vaisseau TMA-11 en approche pris en photo depuis la station spatiale
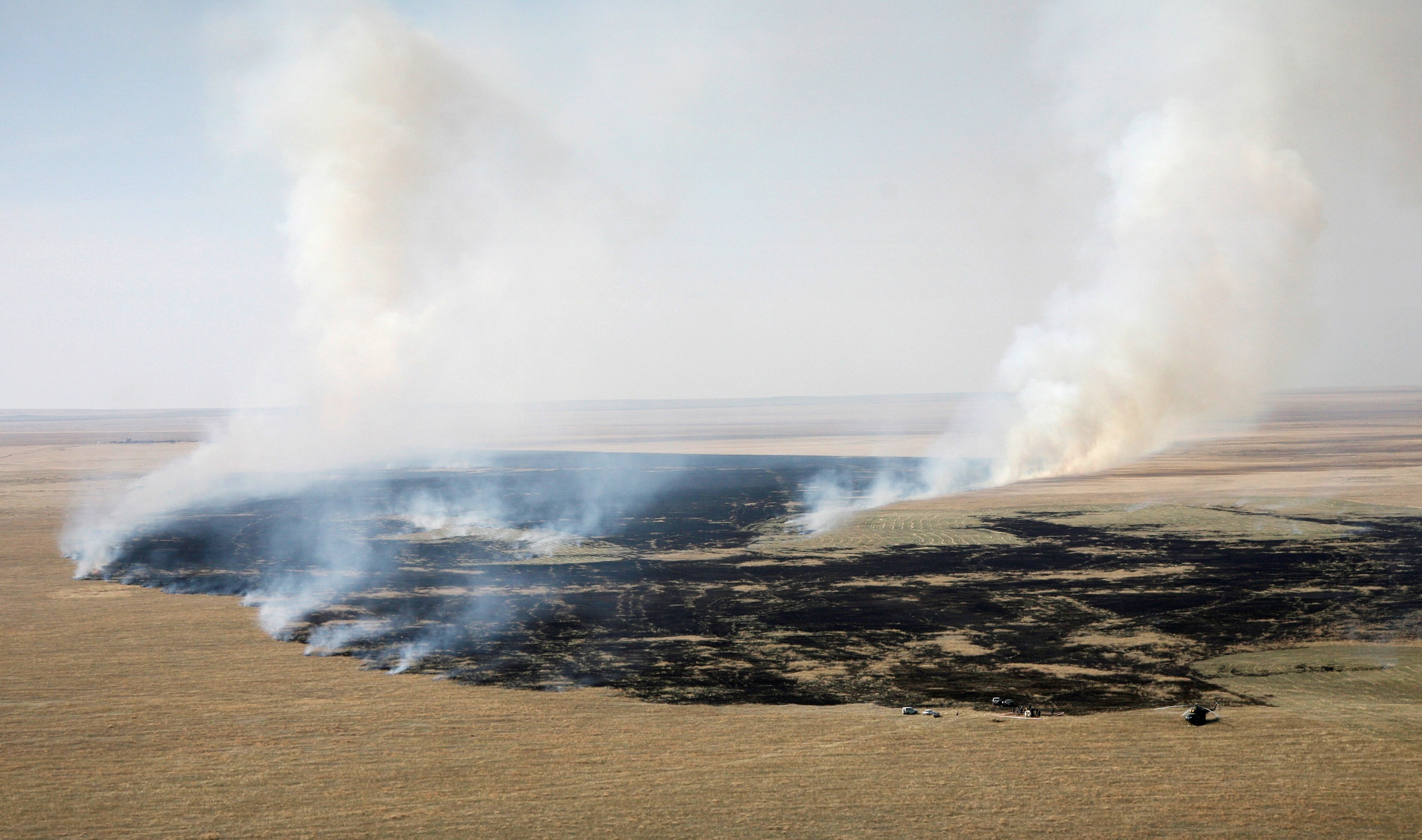
En atterrissant la capsule surchauffée a mis le feu aux champs environnants
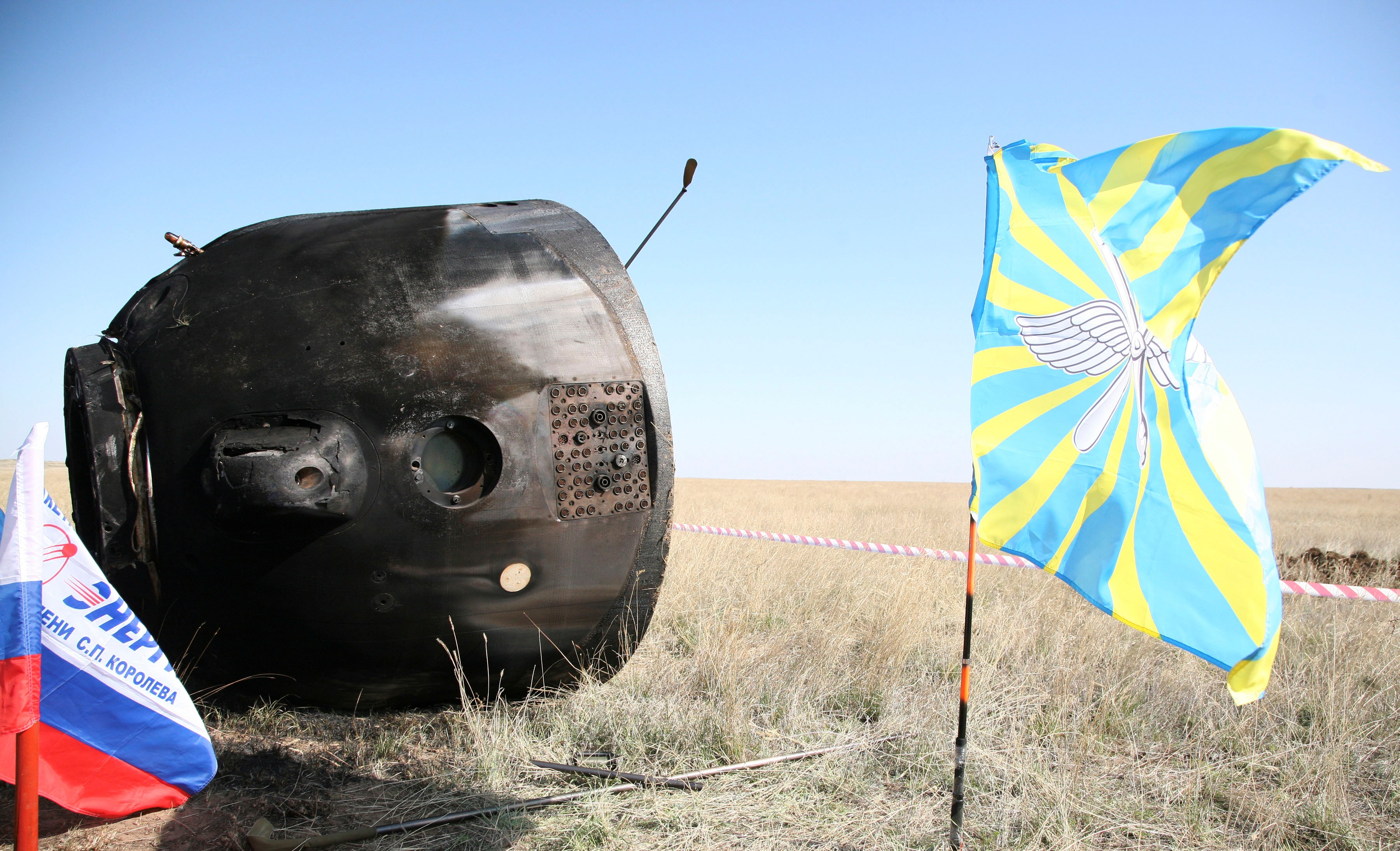
Le module de descente en grande partie carbonisé après son retour.
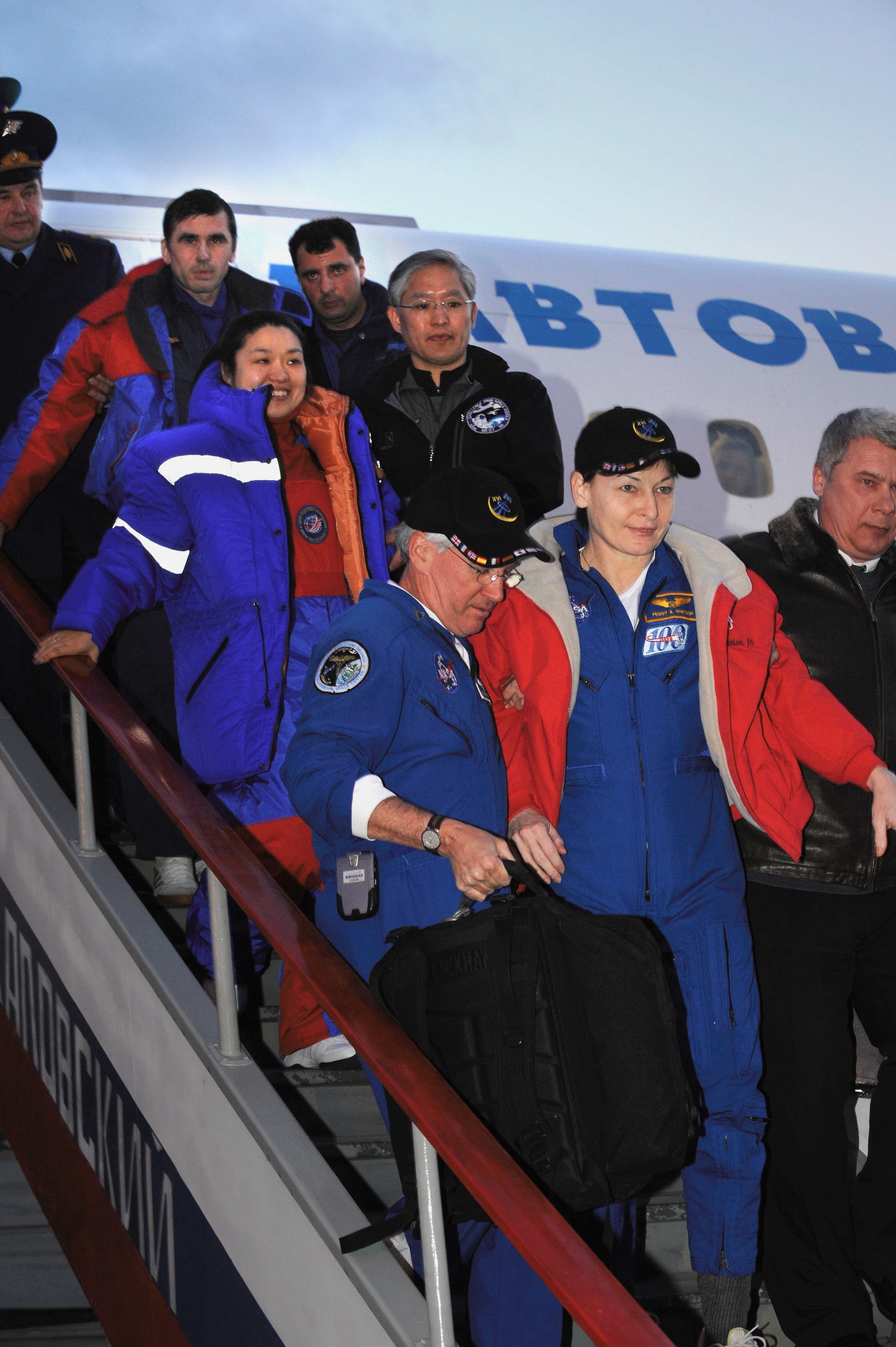
L'équipage débarquant d'avion à Moscou après son retour.